# 路德维希·明库斯
路德维希·明库斯（德語：Ludwig Minkus；1826年3月23日—1917年12月7日），又名莱昂·费奥多耶维奇·明库斯（羅馬化：Loon Fyodorovich Minkus），捷克血统的奥地利作曲家。早年在维也纳音乐学院学习，并创作了一些圆舞曲。1846年赴巴黎，开始从事芭蕾音乐创作，1853年到俄罗斯，他在俄罗斯工作30多年，与佩蒂帕合作创作了许多著名的芭蕾舞剧。1891年退休后回到维也纳居住直到去世。他是历史上最著名的芭蕾音乐作曲家之一，作品旋律优美迷人，情感丰富，富于异国情调，在当时影响很大。代表作品包括《堂吉诃德》等。

## 外部連結
- 路德维希·明库斯的免费乐谱，由国际乐谱典藏计划提供
- 路德维希·明库斯的樂譜，来自乌托邦计划